# Polaria
Polaria is een geslacht van weekdieren uit de klasse van de Gastropoda (slakken).

## Soorten
- Polaria polaris (Volodchenko, 1946)